# عبد العزيز العازمي (شاعر)
عبد العزيز بن عبيد بن مسرع العازمي الروقي العتيبي شاعر سعودي معروف بلقب (رمح عتيبة).

## نشأته
ترعرع الشاعر عبد العزيز العازمي في كنف والديه واخوته في محيط شعري حتى أصبح شاعراً معروفاً وهو من سكان قرية جهام وهي تابعه لمحافظة الدوادمي وتبعد عنها بحاولي 100 كيلو متر، وهو متزوج ولديه ثلاثة أبناء وخريج جامعة الملك عبد العزيز بجدة بكالوريوس إدارة عامة كلية الاقتصاد. ومن الهوايات الشعر، وهو من ملاك الإبل.

## شعره وشهرته
دخل «ميادين المحاورة والنظم والإنشاد» بدأ مسيرته الشعرية عام 1423هـ حيث كان يحضر حفلات خاصة تشمل أبناء عمومته وحفلات عامة خارج القبيلة ثم بدأ بممارسة شعر المحاورة.
وقد أتيحت له الفرصة للاختلاط بشعراء المحاورة ومن هنا انطلق ليحلق في الأفق مع نجوم الشعر والفضل يرجع لله ثم لموهبته الشعرية وجمهوره شارك في عدة مهرجانات وطنية منها {مهرجان الجنادرية السنوي، مهرجان عكاظ السنوي، واحتفالات منطقة الرياض بعيد الفطر} والعديد من الاحتفالات الرسمية والخاصة في باقي المناطق.

## أبرز محاوراته
لعب مع كبار الشعراء امثال: مستورالعصيمي، ورشيد الزلامي، وصياف الحربي، ومبروك أبو ناب، وسلطان الهاجري، ومصلح بن عياد، وأبو مشعاب، وزيد العضيلة، وفلاح القرقاح، وحبيب العازمي، وراشد السحيمي، وتركي الميزاني، وابن شايق، وفهد العازمي، ومحمد السناني، وبخيت السناني، وعمرالخالدي، وبكرالحضرمي، وعبد الله العلاوة، وعبد الله بن عتقان، وحامد القارحي، وسعيد بن رحمه، ومحمد بن مشيط، وصقر سليم، وفواز العزيزي، وحمود السمي، وسفر الدغيلبي، ومنيف المنقره، وسلطان الجلاوي، وبراهيم الشيخي، وشاهر العنزي، وغيرهم الكثير.
ومن أبرز طواريقه:
تركي الميزاني  :
عبد العزيز العازمي  :

## أبرز قصائده
ففي شعر النظم قلت قصائده بسبب ميوله لشعر القلطة ولعل أشهرها قصيدة وشيلة 
" سرى الليل والساري سرى سكة السارين " وله قصائد وخواطر عدة ومن ضمن ابياته يقول:
ان قعدت تطاوع فلان..  وتطاوع فلان
ينقص المجهود والعزم والفرصة تفوت
.
ارض نفسك واترك الناس يرضيها الزمان
العرب ماتمدح الشخص لين انه يموت
ويقول ايضاً:
بعض الرياجيل للطالة محطة وقود
اليا جلس معك كل علومه محفزة
.
وبعض الرياجيل مثل آخر درج للصعود
اللي يبي يدعسه واللي يبي ينقزه

## شيلاته
أنشد الشاعر عبد العزيز العازمي العديد من الشيلات سواءً كانت من كلماته أو من كلمات 
شعراء كبار آخرون ومن ابرزهم:
شيلة لوعة الغربة (حزين) كلمات: الشاعر عبد الهادي بن عبيد «رحمه الله» 
أخو الشاعر عبد العزيز العازمي الأكبر
شيلة الحب الأعمى كلمات الشاعر سداح العتيبي
شيلة القنص كلمات الشاعر حلو المروب الشمري
شيلة العيون النجل كلمات الشاعر عبد الله المويهي
شيلة سامح الله كلمات الشاعر حبيب العازمي
شيلة ليت الهبوب كلمات الشاعر سداح العتيبي
شيلة عتيبيه كلمات الشاعر سداح العتيبي
وغيرها كثير.